# Farkas Mihály (kanonok)
Farkas Mihály (Pápa (Veszprém vármegye), 1816. szeptember 28. – Érsekvadkert, 1904. augusztus 28.) esztergomi tiszteletbeli kanonok, szentszéki ülnök.

## Élete
A gimnáziumot szülőhelyén és Veszprémben végezte; 1832-ben Esztergom vármegyei növendékpapnak vétetett föl, egy évet Esztergomban töltött, a bölcseletet és teológiát pedig Nagyszombatban hallgatta. 1840. július 27-én miséspappá szentelték. Egy ideig kisegítőként működött a Veszprém vármegyei Tüskeváron, majd Vajkán és Dunaszerdahelyen volt segédlelkész. 1845 januárjában plébános lett Bakán (Pozsony vármegye), 1868 júliusában kerületi alesperes, 1880. április 20-án pedig vadkerti (Nógrád vármegye) plébános, szentszéki ülnök és az elemi iskolák felügyelője. 1888-ban tiszteletbeli kanonokká nevezték ki.
Több hírlapi cikken (Pol. Ujdonságokban, Kath. Néplapban sat.) kívül a bakai plébánia történetét írta meg a Magyar Sionba (IV. 1866.)

## Műve
- Egyházi beszéd, melyet az esztergomi főszékesegyház felszentelésének 12-ik évfordulati ünnepén, Pünkösd után XII. vasárnapon 1868. aug. 23. mondott. Esztergom, 1868.